# یواس‌اس ولدا (اس‌پی-۵۹۲)
یواس‌اس ولدا (اس‌پی-۵۹۲) (به انگلیسی: USS Valeda (SP-592)) یک کشتی بود که طول آن ۵۹ فوت ۵ اینچ (۱۸٫۱۱ متر) بود. این کشتی در سال ۱۹۰۸ ساخته شد.